# Droyes
Droyes era una comuna francesa situada en el departamento de Alto Marne, de la región de Gran Este, que el 1 de enero de 2016 pasó a ser una comuna delegada de la comuna nueva de Rives-Dervoises al fusionarse con las comunas de Longeville-sur-la-Laines, Louze y Puellemontier.

## Demografía
| Gráfica de evolución demográfica de Droyes entre 1800 y 2013 |
|                                                              |

Los datos demográficos contemplados en este gráfico de la comuna de Droyes se han cogido de 1800 a 1999 de la página francesa EHESS/Cassini, y los demás datos de la página del INSEE.